# 453
Cette page concerne l'année 453  du calendrier julien. Pour l'année 453 av. J.-C., voir 453 av. J.-C. Pour le nombre 453, voir 453 (nombre).
L'année 453 est une année commune qui commence un jeudi.

## Événements

### Asie
- En Chine, l’empereur de Nankin Wendi est assassiné par un de ses fils, lequel sera tué par son frère (454-465), qui fera massacrer la plupart des princes du sang[1].

### Europe
- 15 mars (ou peu après)[2] : Attila meurt dans son sommeil, étouffé par un saignement de nez, la nuit de ses noces avec la germaine Ildico. Il se préparait à une nouvelle action contre l'empire d'Orient. Il est enterré secrètement et les esclaves qui creusent sa tombe sont égorgés[3]. Son empire ne lui survit pas et les différents peuples fédérés par Attila se dispersent tandis que les Huns, en partie décimés par la peste, se replient sur la Volga. Ses nombreux fils entrent en conflit les uns avec les autres. Ellac, né d’Arykan, devient le grand-roi des Huns sans difficultés avec l’appui d’Onégèse. Mais ses frères Ernac, le cadet et Dengitzic réclament vite leur part de pouvoir. Ellac réussit dans un premier temps à vaincre ses cadets avec l’aide des peuples auxiliaires germaniques et iraniens[4].
- Tonance Ferréol, préfet du prétoire des Gaules parvient à faire lever le siège d'Arles par les Wisigoths de Thorismond[5].
- 4 octobre : concile d'Angers[6].
- 1er novembre : Théodoric II est proclamé roi des Wisigoths à Toulouse après avoir fait assassiner son frère Thorismond (fin de règne en 466)[7].
- 4 décembre : concile d’Arles, convoqué par Ravennius pour régler le conflit entre l'abbé de Lérins et l'évêque de Fréjus[8].
- Révolte des Bagaudes en Tarraconaise, sévèrement réprimée par l'aristocratie[9].
- Les Vascons envahissent la Novempopulanie (Duché de Vasconie)[9] .

## Décès en 453
- 14 janvier : Ingyō, empereur du Japon.
- 15 mars : Attila, roi des Huns[2].
- 11 novembre : Pulchérie, impératrice d'Orient.
- Thorismond, roi des Wisigoths.